# The Harvest
The Harvest – pierwszy album amerykańskiego rapera Boondoxa, wydany 11 lipca 2006 roku.
Na płycie gościnnie udzielili się Twiztid, Insane Clown Posse, Axe Murder Boyz oraz Blaze Ya Dead Homie.
Jest to pierwszy przypadek, gdy Psychopathic Records wydało album rapera niepochodzącego z dużego miasta.
Tytułowy utwór opowiada historię, w której Boondox oraz członkowie Axe Murder Boyz zostają opętani przez złe moce, zmuszające ich do mordowania.

## Lista utworów
| #  | Tytuł                                            | Czas |
| -- | ------------------------------------------------ | ---- |
| 1  | "Intro"                                          | 1:16 |
| 2  | "Seven"                                          | 3:30 |
| 3  | "Out Here"                                       | 3:18 |
| 4  | "It Ain't A Thang"                               | 3:45 |
| 5  | "Digging"                                        | 3:04 |
| 6  | "Lady In The Jaguar" (gośc. Insane Clown Posse)  | 3:55 |
| 7  | "They Pray with Snakes"                          | 3:56 |
| 8  | "Rollin Hard"                                    | 4:07 |
| 9  | "The Harvest" (gośc. Axe Murder Boyz)            | 3:54 |
| 10 | "Sippin"                                         | 3:16 |
| 11 | "Lake of Fire"                                   | 4:12 |
| 12 | "Red Mist" (gośc. Twiztid i Blaze Ya Dead Homie) | 3:54 |
| 13 | "Angel Like"                                     | 3:42 |